# Halogeton alopecuroides
Halogeton alopecuroides je biljna vrsta iz sjeverne Afrike, Arapskog poluotoka, Irana, Iraka, Pakistana i zemalja uz istočnu obalu Mediterana.

## Opis
H. alopecuroides je polugrm do 25 cm visine koji raste po pustinjskim krajevima; često ga jedu deve, ali ne i druga stoka

## Podvrste
- Halogeton alopecuroides var. papillosa (Maire) Boulos

## Sinonimi
- Agathophora galalensis Botsch.
- Agathophora postii (Eig) Botsch.
- Anabasis alopecuroides (Delile) Moq.
- Agathophora alopecuroides (Delile) Fenzl ex Bunge
- Salsola alopecurioides Delile
- Salsola glomerulata Delile
- Salsola postii Eig